# 1879年愛爾蘭大饑荒
1879年的爱尔兰饥荒是爱尔兰最后一次大饥荒。与早期的1740-1741年和1845-1852年的大饥荒不同，1879年的饥荒(有时被称为“小饥荒”)造成的是饥饿而不是大规模死亡，主要集中在爱尔兰西部。

## 影响
1879年的饥荒被认为是19世纪末的“长期萧条”、恶劣的气候、马铃薯枯萎病和鸡的霍乱的影响。与早期的1740年至1741年的爱尔兰饥荒和1845年至1852年的大饥荒不同，1879年的事件导致的死亡人数较少，这是由于粮食生产技术的变化、土地持有结构的不同(早期的大饥荒导致土地细分和佃农阶级的消失)、爱尔兰侨民的汇款，特别是英国政府的迅速反应，这与1845年至1852年的自由放任反应形成鲜明对比。另一个因素是小商店的增长;据估计，到1879年8月，梅奥郡的店主们发放了大约20万英镑的信贷，这些信贷是自1877年收成相对不好以来稳步积累起来的。
激进的爱尔兰国会议员、地方自治联盟的查尔斯·斯图尔特·帕内尔(后来的领袖)、爱尔兰全国土地联盟的迈克尔·戴维特和一些爱尔兰神职人员，特别是拉斐尔的洛格主教，积极参与向英国政府施加压力和分配援助的活动。自 1840 年代的饥荒以来，铁路系统得以建成，食物可以在几天而不是几周内运到爱尔兰西部。
美国也提供了援助(由于之前的饥荒，美国现在有相当多的爱尔兰裔美国人)，《纽约论坛报》的詹姆斯·雷德帕斯等记者进一步激起了公众的支持，他们对爱尔兰的苦难做出了生动感人的报道。1880年3月，海军部派出了艦艇赴愛爾蘭，船上有3300多桶食物和衣服。同样，到1880年2月底，《纽约先驱报》也筹集了20万美元。
与早期的饥荒不同，1879年的“小型饥荒”并没有造成很多人死亡，主要是饥饿加剧，而且主要集中在爱尔兰西部的康纳特省。到1879年底，报纸报道了爱尔兰所有传统上依赖马铃薯的地区的佃户的严重困境，梅奥县每法定英亩仅生产1.4吨(每公顷3.5吨)，是十年来的最低水平，不到前一年收成的一半。 
尽管与两次大饥荒相比，它的规模要小得多，但它的出现在爱尔兰人民中引起了广泛的恐慌;这一时期的许多成年人在孩童时期都经历过1845-1852年的大饥荒，他们害怕自己的家庭再次面临大范围的死亡，尤其是“黑色47”的重演。移民增加了，从爱尔兰农村没有食物的地区向主要城镇的迁移也增加了。然而，事实证明，人口迁移是暂时的。随着1880年收成的再次出现，许多逃到城市中心的人在他们离开的地区重新定居。
历史学家注意到，在饥荒时期出现了宗教复兴，最著名的是在梅奥郡诺克的一座教堂里出现了圣母显灵。由于这个幽灵的出现，诺克在随后的几十年里发展成为爱尔兰国际知名的玛丽安圣地。
由于持续时间短，与早期的大饥荒相比，死亡人数少，1879年的饥荒在爱尔兰历史上很少被人记住，除了作为大卫特和土地联盟发动的“三个f”(公平地租、固定所有权、自由出售)之战的一个脚注，以及作为19世纪70年代末和80年代初土地战争的一个因素。

### 笔记
1. ↑  Jordan 1994，第205頁.
2. 1 2  . The New York Times. 28 February 2001  [9 September 2010]. （原始内容存档于2010-10-09）.
3. ↑  Jordan 1994，第204頁.